# Col·limador
Un col·limador és un instrument dissenyat per a alinear els feixos divergents d'una font de radiació (visible o no).
En òptica, un  col·limador  pot consistir d'un mirall curvilini o lents amb algun tipus de font lluminosa o una imatge al seu focus. Això es pot utilitzar per a duplicar un objectiu a l'infinit sense paral·laxi.

## Aplicacions i exemples
Els col·limadors òptics es poden utilitzar per a calibrar altres dispositius òptics i per a comprovar si tots els elements s'alineen en l'eix òptic, per a verificar l'enfocament d'un sistema òptic, o per alinear-ne dos o més aparells com prismàtics o armes i mires telescòpiques. Els col·limadors poden també ser utilitzats amb làser de díode.

Esquema de col·limador Söller. Part superior: sense col·limador. Part inferior: amb col·limador.

 En fonts radioactives com raig X i raig gamma i també visuals,  col·limador  és un aparell que filtra el corrent de raigs de manera que només aquells paral·lel a la direcció del col·limador el poden traspassar i captats. Els col·limadors s'utilitzen amb neutrons, Raig X, i òptica de raigs gamma perquè no és encara possible centrar la radiació lents com si es pot ver amb les radiació electromagnètica amb longituds d'ona òptiques o properes. Els col·limadors també s'utilitzen amb els detectors de radiació.

Exemple d'un col·limador òptic

El diagrama a la dreta il·lustra com s'utilitza un col·limador Söller amb neutrons i generadors de Raigs X. El gràfic superior ens mostra una situació on no s'utilitza col·limador, mentre que a l'inferior s'empra un col·limador. A ambdós la font de radiació és a la dreta, i l'esquerra es produeix l'enregistrament.
Sense un col·limador s'enregistraran raigs de totes les direccions; per exemple, un raig que ha passat a través de la part superior de l'espècimen (a la dreta del diagrama) però resulta estar viatjant en direcció cap avall pot ser enregistrat en el fons de la placa. La imatge resultant pot esdevenir entelada i, per tant, inútil.
Al gràfic inferior del diagrama, un s'ha afegit col·limador (barres blaves). Podria ser un full de plom o altre material opac a la radiació nova amb molts forats minúsculs que permeten l'entrada de les partícules.
Els col·limadors s'empren també a la radiografia industrial per tal d'analitzar materials.